# Miss Universe 2016
Miss Universe 2016 – 65. wybory Miss Universe. Gala finałowa odbyła się 30 stycznia 2017 w Mall of Asia Arena w Manilli, Filipiny. Miss Universe została reprezentantka Francji Iris Mittenaere.

## Rezultaty
| Tytuł              | Laureatka                                                                                             |
| ------------------ | --- |
| Miss Universe 2016 | Francja – Iris Mittenaere                                                                             |
| I Wicemiss         | Haiti – Raquel Pélissier                                                                              |
| II Wicemiss        | Kolumbia – Andrea Tovar                                                                               |
| Top 6              | Filipiny – Maxine Medina · Kenia – Mary Esther Were · Tajlandia – Chalita Suansane                    |
| Top 9              | Kanada – Siera Bearchell · Meksyk – Kristal Silva · Stany Zjednoczone – Deshauna Barber               |
| Top 13             | Brazylia – Raíssa Santana · Indonezja – Kezia Warouw · Panama – Keity Drennan · Peru – Valeria Piazza |

## Nagrody specjalne
| Tytuł                      | Laureatka                    |
| -------------------------- | ---------------------------- |
| Miss Koleżeńskości         | Korea Południowa – Jenny Kim |
| Miss Fotogeniczności       | Albania – Lindita Idrizi     |
| Najlepszy kostium narodowy | Mjanma – Htet Htet Htun      |